# Języki nyulnyulańskie

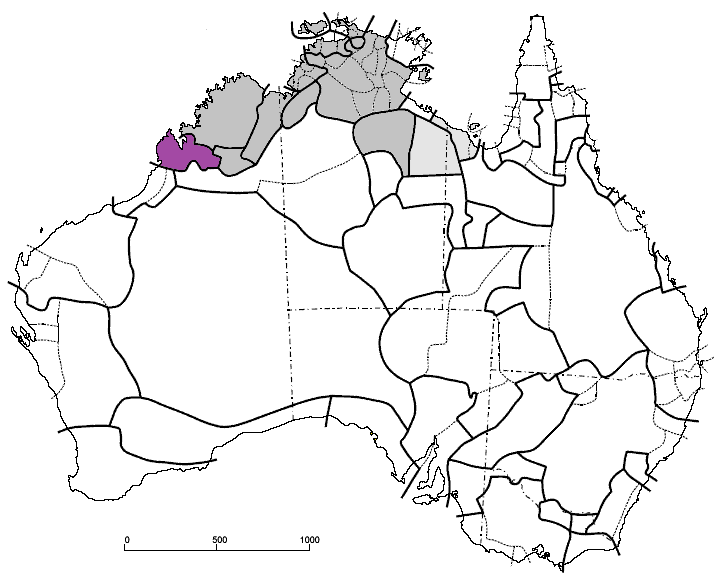
Języki nyulnyulańskie w Australii (kolor fioletowy)

Języki nyulnyulańskie – mała rodzina językowa, skupiająca blisko spokrewnione języki australijskie, używane w północnej Australii. Dzielą się na dwie grupy: wschodnią i zachodnią, ustalone na podstawie zasobu innowacji morfologicznych i leksykalnych.
Do tej rodziny należą następujące języki:
- nyulnyul
- yawuru
- warrwa
- nyigina
- bardi
- dżawi
- dyaberdyaber
- dyugan
- nimanburru